# Lars Grübler
Lars Grübler (* 22. August 1980 in Schwerin) ist ein ehemaliger deutscher Basketballspieler. Der Centerspieler (Körpergröße: 2,11 Meter) bestritt in der Basketball-Bundesliga 69 Partien für Brandt Hagen und Bayer Leverkusen.

## Karriere
Im Alter von 16 Jahren wechselte Grübler aus seiner Heimatstadt Schwerin zu Brandt Hagen. In der Saison 1998/99 feierte er sein Bundesliga-Debüt und verbuchte 15 Einsätze in Deutschlands höchster Spielklasse für Hagen. 1999 ging er in die Vereinigten Staaten und verbrachte die folgenden vier Jahre an der Hofstra University. Mit Hofstra zog Grübler gleich in seiner ersten Saison in die NCAA-Playoffs ein: Für diesen Erfolg wurde die Mannschaft später in die Hall of Fame der Hochschule aufgenommen. Grübler stand während seiner vier Jahre in den USA für Hofstra in insgesamt 96 Partien auf dem Spielfeld und verbuchte pro Einsatz im Durchschnitt 3,6 Punkte sowie 3,2 Rebounds.
Er kehrte 2003 nach Deutschland zurück und wurde vom Erstligisten Bayer Leverkusen verpflichtet. Für die Rheinländer spielte er bis 2005, gefolgt von drei Jahren beim BBC Bayreuth in der 2. Bundesliga. Es folgten weitere Stationen im Bundesliga-Unterhaus beim Mitteldeutschen BC (2008/09) und USC Freiburg (2009/10). In der Saison 2010/11 verstärkte Grübler die Gotha Rockets in der dritthöchsten Klasse, 2. Bundesliga ProB, und war 2011/12 dann für den Regionalligisten BC Energie Zwickau aktiv. In den folgenden Jahren spielte er noch unterklassig für Hamburger Vereine (TSG Bergedorf und Eimsbütteler TV, beide 2. Regionalliga), während er in der Hansestadt seine berufliche Karriere vorantrieb.

## Nationalmannschaft
Grübler war Mitglied der deutschen A2-Nationalmannschaft und der deutschen Studentennationalmannschaft, mit der er bei der Universiade 2001 das Halbfinale erreichte.
1998 nahm er mit der deutschen U22-Auswahl an der Europameisterschaft teil und spielte auch im Altersbereich U18 und U20 für Deutschland.